# Falašćak
 Falašćak  falu Horvátországban Zágráb megyében. Közigazgatásilag Szamoborhoz tartozik.

## Fekvése
Zágrábtól 20 km-re délnyugatra, községközpontjától 6 km-re délkeletre a Zsumberk-Szamobori-hegység lejtőin fekszik.

## Története
1857-ben 61, 1910-ben 98 lakosa volt. Trianon előtt Zágráb vármegye Szamobori járásához tartozott. 2011-ben 136 lakosa volt. A szomszédos Sveti Martin pod Okićem Szent Márton plébániájához tartoznak.

## Lakosság
| Lakosság változása | Lakosság változása | Lakosság változása | Lakosság változása | Lakosság változása | Lakosság változása | Lakosság változása | Lakosság változása | Lakosság változása | Lakosság változása | Lakosság változása | Lakosság változása | Lakosság változása | Lakosság változása | Lakosság változása | Lakosság változása |
| ------------------ | ------------------ | ------------------ | ------------------ | ------------------ | ------------------ | ------------------ | ------------------ | ------------------ | ------------------ | ------------------ | ------------------ | ------------------ | ------------------ | ------------------ | ------------------ |
| 1857               | 1869               | 1880               | 1890               | 1900               | 1910               | 1921               | 1931               | 1948               | 1953               | 1961               | 1971               | 1981               | 1991               | 2001               | 2011               |
| 61                 | 72                 | 84                 | 101                | 96                 | 98                 | 123                | 143                | 196                | 190                | 174                | 159                | 139                | 144                | 148                | 136                |